# Lego Harry Potter: Lata 1–4
Lego Harry Potter: Lata 1–4 – gra komputerowa z serii gier Lego, opracowana przez Traveller’s Tales i wydana przez Warner Bros w czerwcu 2010 roku. Bazuje na informacjach z pierwszych czterech książek i filmów z serii Harry Potter. Gra jest dostępna na platformy: Wii, Xbox 360, PlayStation 3, Nintendo DS, PlayStation Portable, Microsoft Windows i iOS. W 2011 roku wydano kontynuację tej gry – Lego Harry Potter: Lata 5–7.

## Rozgrywka
Rozgrywka w grze Lego Harry Potter w dużym stopniu przypomina rozwiązania zastosowane w poprzednich grach z serii gier Lego. Duży nacisk położony jest na odkrywanie lokacji związanych z fabułą i uniwersum oraz zbieranie pojawiających się w nim przedmiotów. Ważne jest zdobywanie monet, za które później można kupić dodatkowe opcje. Integralną częścią gry jest rzucanie czarów, które poznawane są podczas lekcji w salach Hogwartu. Wraz z rozwojem fabuły i postaci powstaje możliwość odblokowania kolejnych zaklęć. Ze względu na mnogość dostępnych w grze uroków, poprzez specjalne koło zaklęć gracz może wybrać to najbardziej potrzebne w danej chwili. Kolejna funkcja to tworzenie mikstur w specjalnych kotłach. Jeżeli zostaną one stworzone niepoprawnie, mogą wywołać efekty uboczne takie jak np. zamiana postaci gracza w żabę. Zawsze, aby przejść dany poziom należy wykorzystać poznane wcześniej zaklęcia, umiejętności czy mikstury.
Oprócz wydarzeń fabularnych, gra zawiera dodatkowe misje poboczne, które są ukryte na każdym z poziomów i w większości lokacji. „Uczeń w niebezpieczeństwie” to grupa wyzwań mających na celu pomoc uczniom w tarapatach, a „Eliksir Wielosokowy” wymaga zdobycia odpowiednich składników i umożliwia tymczasową zmianę wyglądu postaci gracza w jednego z bohaterów, których już odkrył. Gracz może odwiedzić Dziurawy Kocioł, który służy za centralny punkt wyjściowy gry oraz miejsce kupowania bonusów i powrotu do poprzednio rozegranych poziomów. Zamek Hogwart działa za to jak stale rozwijające się centrum, które ukrywa misje poboczne oraz sztony postaci. Po ich zdobyciu możliwy jest zakup odpowiedniego bohatera.
Dodatkową atrakcją zawartą w grze jest możliwość tworzenia własnych poziomów.
Jeżeli gracz się zgubił, może podążać tropem monet ducha, aby trafić w wymagane miejsce. Nie liczą się one wprost do sumy monet, jednakże gracz może zdobyć bonus sprawiający, że każda moneta ducha otrzymuje wartość 1000.
W grze można poruszać się ponad 150 postaciami, po ich uprzednim odblokowaniu. Niektóre rejony Hogwartu są niedostępne dla dobrych czarodziejów lub dla zwykłych uczniów – wymagają poruszania się złym charakterem. Niektóre z postaci, jak np. dorośli bohaterowie czy zwierzaki, posiadają własne zdolności specjalne.

### Tryb gry wieloosobowej
| Możliwość                    | Czy jest dostępna | Uwagi |
| ---------------------------- | ----------------- | --- |
| Rozdzielenie ekranu          | TAK               | Zastosowana też w grach Lego Indiana Jones 2: The Adventure Continues oraz Lego Star Wars III: The Clone Wars |
| Wspomaganie rozgrywki online | NIE               | Dla niektórych konsol.                                                                                        |

### Zmiany w wersji dla Nintendo DS, PSP i iOS
W wersji na Nintedo DS, PSP i iOS nastąpiło wiele zmian w stosunku do wersji przeznaczonych na inne platformy. Powstał tylko jeden rozdział (Pokój Życzeń), możliwość odkrywania Hogwartu została usunięta, a walki z bossami i rzucanie zaklęć zostało uproszczone.

## Rozwój
Wiadomości o istnieniu gry wyciekły do internetu w marcu 2009 roku, chociaż pogłoski były rozpowszechniane od końca 2008 roku. Warner Bros oficjalnie potwierdziło ten fakt w czerwcu 2009 i wydało grę w 2010 roku.

### Demo
Demo gry było dostępne do pobrania z PlayStation Network, Xbox Live i na PC w czerwcu 2010.

### Zwiastuny
Zwiastun zaprezentowano w dzień oficjalnego ogłoszenia gry. Nowy trailer został wydany równolegle z premierą gry. Wszystkie zwiastuny znajdują się na oficjalnej stronie gry.

## Odbiór gry
Gra otrzymała pozytywne oceny. Oficjalny magazyn Nintendo przyznał wersjom na Wii i DS 80%, mówiąc, że to „jedna z najlepszych gier osadzonych w uniwersum Harry’ego Pottera”, ale brakuje jej oryginalności w porównaniu z poprzednimi grami z serii Lego. Gamespot dał wersjom konsolowym ocenę 8/10, doceniając liczbę sekretów i uroków. IGN pochwalił grę dając jej ocenę 8.5, uznając nowe dodatki do gry za plus.